# 정보 과다

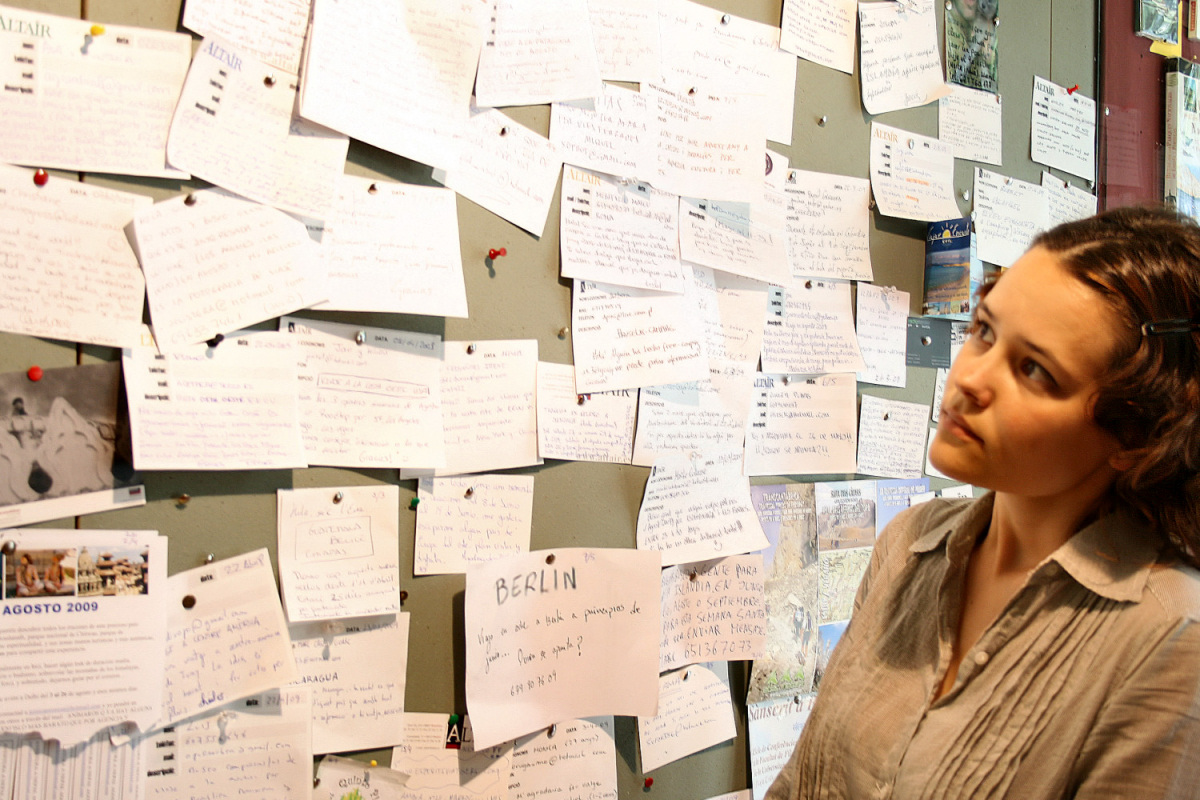

정보 과부하, 정보 중독 또는 정보 불안은 해당 문제에 대해 너무 많은 정보를 가지고 있을 때 문제를 이해하고 의사결정을 내리는 데 어려움을 말하며, 일반적으로 일상적인 정보의 양이 과도할 때 발생한다. 정보 과부하라는 용어는 일찍이 1962년 경영학 및 정보학 학자들에 의해 처음 사용되었으며, 1964년 버트럼 마이런 그로스의 저서 "조직 관리"를 포함하여 앨빈 토플러에 의해 그의 베스트셀러인 1970년 저서 미래 충격에서 더욱 대중화되었다.
새로운 정의에서 로엣젤(2019)은 시간과 자원 측면에 중점을 둔다. 그는 의사결정자에게 복잡성, 양, 모순과 같은 많은 정보가 주어지면 모든 정보를 처리하고 최적의 최선의 결정을 내릴 수 있는 희소 자원의 한계로 인해 의사 결정의 질이 저하된다고 말한다.
현대 정보 기술의 등장은 생산된 양, 전파의 용이성, 도달 가능한 청중의 폭 등 여러 측면에서 정보 과부하의 주요 원인이 되어 왔다. 주의력 경제를 비롯한 소셜 미디어의 부상으로 인해 오랜 기술적 요인이 더욱 심화되어 주의력 도난이 촉진되고 있다. 연결형 디지털 기술, 정보학, 인터넷 문화(또는 디지털 문화) 시대에는 정보 과부하가 과도한 노출, 과도한 정보 보기, 정보 및 데이터의 입력 풍부도와 관련이 있다.
한국어에서 정보 과다는 정보 중독, 정보 과잉, 정보 과부하, 정보 과다 수집증, 정보의 홍수라고도 부른다. 영어로는 information overload라고 하며, infobesity나 infoxication를 사용하기도 한다.

## 용어의 기원
비록 정보 과부하가 디지털 문화와 기술과 연관되어 있지만, 안 블레어는 이 용어 자체는 현대 기술보다 앞서 존재했으며, 인간이 필사본을 수집하고, 기록하고, 정보를 보존하기 시작했을 때 이미 정보 과부하의 징후가 나타났다고 언급한다.
정보 과부하의 부정적인 영향을 처음으로 인지한 사회과학자 중 한 명은 게오르크 지멜 (1858–1918)이다. 그는 현대 도시 세계에서 감각이 과잉으로 주어지는 상황이 도시 거주자들을 무감각하게 만들고, 새로운 상황에 반응하는 능력을 방해한다고 가설을 세웠다. 이후 사회심리학자 스탠리 밀그램은 정보 과부하 개념을 방관자 효과를 설명하는 데 활용했다.
심리학자들은 오랜 시간 동안 인간의 단기 기억에는 현재 정보를 저장할 수 있는 능력에 한계가 있다는 것을 인식해왔다. 심리학자 조지 아미티지 밀러는 이 점에서 큰 영향을 미쳤는데, 그는 인간은 한 번에 약 일곱 개의 정보 단위를 처리할 수 있다고 제안했다. 밀러는 과부하 상태에서는 사람들이 혼란을 겪으며, 받은 정보를 바탕으로 제대로 된 결정을 내리기보다는 오히려 더 잘못된 결정을 내릴 가능성이 높다고 주장했다.

이보다 훨씬 이전에도 이 개념은 존재했으며, 비록 정보 과부하라는 용어는 아니었지만, 드니 디드로에 의해 언급되었다:
“세기가 계속해서 지나감에 따라 책의 수는 계속 증가할 것이다. 언젠가 책을 통해 어떤 것을 배우는 일이 우주 전체를 직접 연구하는 것만큼이나 어려워질 날이 올 것이다. 자연 속에 숨겨진 진실의 조각을 찾는 것이, 수없이 많은 책 속에서 그것을 찾는 것만큼이나 편리할 날이 올 것이다.”
— 드니 디드로, 『백과전서』 (1755)
인터넷 시대에 들어서면서, “정보 과부하”라는 용어는 정보 과잉, 데이터 스모그, 데이터 과잉 등의 표현으로 발전되었다. 데이비드 솅크의 『데이터 스모그』(1997)에서 이러한 용어가 사용되었다. 카지 모스타크 가우스울 호크는 자신의 논문 초록에서 사람들이 인쇄물, 온라인, 디지털 자료 등에서 정보를 찾는 데 어려움을 겪을 때 자주 정보 과잉을 경험한다고 언급했다.

## 역사

### 초기 역사
정보 과부하는 기술의 발전으로 정보 생산이 증가한 여러 시대에 걸쳐 기록되어 왔다. 기원전 3세기 또는 4세기 무렵부터 사람들은 정보 과잉 현상을 부정적으로 여겼다. 이 시기 전후로, 『전도서』 12장 12절에는 "책을 짓는 것이 끝이 없도다"라는 구절이 등장하며, 서기 1세기에는 대 세네카가 "책이 너무 많으면 오히려 방해가 된다"고 언급했다. 1255년에는 도미니코회 수도사인 뱅상 드 보베가 다음과 같이 정보의 홍수에 대해 언급했다: “책은 너무 많고, 시간은 짧으며, 기억은 미끄럽다.”
비슷한 불만은 중국에서도 책의 증가와 관련해 제기되었다. 하지만 그와 동시에 정보에 열광하는 사람들도 있었다. 고대의 대표적인 예로, 기원전 3세기 또는 로마 제국 시기인 1세기경에 세워진 알렉산드리아 도서관은 역사 유물을 보존하는 행위를 도입한 상징적인 장소였다. 이후 박물관과 도서관은 과거를 미래를 위해 보존하는 보편적인 공간으로 자리잡았지만, 책과 마찬가지로 도서관 역시 접근에 제한이 있었다.

### 르네상스
르네상스 인문주의자들은 언제나 자신의 글과 관찰을 보존하려는 열망을 가지고 있었으나, 책이 고가였기 때문에 손으로 고대 문서를 필사하는 것만 가능했고, 교육을 받은 특권층만이 책을 소유할 수 있었다. 인간은 고대 문서를 과도하게 필사하고 유물을 반복적으로 복제하며, 도서관과 박물관을 만들어내는 과정에서 정보 과부하를 경험하게 되었다. 서기 1453년경, 요하네스 구텐베르크가 인쇄기를 발명하면서 정보의 폭발적 증가 시기가 다시 시작되었다. 생산 비용이 낮아지면서 팸플릿, 필사본, 서적 등 다양한 인쇄물의 제작이 가능해졌고, 이는 일반 대중에게까지 보급되었다.
구텐베르크의 발명 이후, 서유럽에서는 대량 인쇄가 도입되었다. 초기에는 주로 특권층이 정보 과부하를 경험했지만, 책의 유통과 인쇄가 빠르게 이루어지고 가격이 하락하면서 교육받은 사람들도 책을 구매할 수 있게 되었다. 정보는 손으로 기록되고 기억되어 저장되고 접근하기 쉬운 형태로 남게 되었으며, 이 시기는 정보를 축적하기 위한 다양한 창의적 방법들이 등장한 시기로 여겨진다. 단순히 책을 인쇄하고 내용을 기록하는 것 외에도, 백과사전과 알파벳순 색인이 도입되어 사람들이 정보를 저장하고 다시 찾기 쉽게 만들었다. 이러한 관행은 당시뿐 아니라 미래의 정보 처리 방식에도 중요한 영향을 미쳤다.
스위스 과학자 콘라트 게스너는 도서관과 인쇄서적의 증가에 대해 언급했으며, 인쇄기의 발명 이후 정보가 얼마나 '감당하기 어려운' 상태가 되었는지를 관찰하며 정보 과부하의 결과에 대해 논의한 최초의 학자였을 가능성이 높다.
안 블레어는 학자들이 책이 많아진 것을 처음에는 기쁘게 여겼지만, 곧 지나치게 많은 정보에 피로를 느꼈다고 지적한다. 학자들은 다양한 이유로 정보의 풍요로움에 대해 불만을 토로했는데, 인쇄업자들이 원고를 서둘러 인쇄하면서 글의 품질이 떨어졌다는 점, 새로운 정보의 양이 지나치게 많아 오히려 산만하고 관리하기 어렵다는 점 등이 그 이유였다. 16세기의 저명한 인문주의자 중 한 명이었던 에라스무스는 “지구상에 새로운 책의 떼로부터 자유로운 곳이 어디에 있는가?”라고 물으며 책의 과잉 생산을 비판했다.

### 18세기
유럽, 특히 영국, 프랑스, 독일에서는 책의 급증에 대한 우려가 커졌다. 1750년부터 1800년 사이에는 책 생산량이 150% 증가했다. 1795년, 독일의 서적상이자 출판업자였던 요한 게오르크 하인츠만은 “독일만큼 책을 많이 인쇄하는 나라는 없다”고 말하며, 독일인들이 이제는 자신만의 생각을 창조하지 않고 남의 사상을 읽는 데 그친다는 점에 대해 우려를 표했다.
정보 과부하에 대응하기 위해 학자들은 보다 쉽게 기록을 보존하고 정보를 검색할 수 있도록 자신만의 정보 정리 체계를 개발했다. 근대 유럽의 편찬자들은 책에서 특정한 구절이나 메모를 잘라내 종이에 풀로 붙여 새로운 방식으로 보관했다. 칼 린네는 1767년부터 1773년 사이에 자신의 관찰을 기록하기 위해 식물학 메모지라 불리는 작은 종이 조각을 사용했다. 안 블레어는 이 메모지 시스템이 이후 색인 카드와 도서관 카드 목록이라는 대중적인 정보 분류 체계의 탄생에 영향을 미친 분류 체계의 기원이라고 주장한다.

### 정보화 시대
2011년에 출간된 『The Information: A History, A Theory, A Flood』에서 저자 제임스 글릭은 엔지니어들이 정보라는 개념에 주목하기 시작했으며, 이를 곧 기술적인 의미로 연결시켰다고 설명한다. 즉, 정보는 정량화되고 측정 가능한 것으로 간주되었다. 그는 정보 이론이 수학, 공학, 컴퓨터 과학을 하나로 연결하기 위해 처음 고안되었으며, 이들 분야 간의 정보 코드를 형성했다고 말한다. 유럽 출신 영어 사용자들은 "컴퓨터 과학을 종종 informatique, informatica, Informatik 등으로 번역하며 동일시하기도 했다. 이 개념은 모든 정보가 컴퓨터에 저장 및 보존될 수 있다는 생각으로 이어졌으며, 비록 정보가 엔트로피를 겪을 수 있다 하더라도 마찬가지였다. 그러나 동시에 정보라는 단어와 그 정의는 시대에 따라 변화해왔다.
20세기 후반에는 컴퓨터 및 정보 기술의 발전으로 인터넷이 등장했다. 현대의 정보화 시대에는 정보 과부하가 스팸 메일, 알림, 인스턴트 메시지, 트위터, 페이스북 업데이트 등 산만하고 통제하기 어려운 정보의 형태로 나타난다. 이러한 현상은 주로 직장 환경에서 더욱 뚜렷하게 나타나며, 소셜미디어로 인한 사회적 정보 과부하도 함께 발생하고 있다. 기술은 점점 우리의 사회적 문화를 반영하며 진화하고 있다.
오늘날 사회에서는 일상 활동 전반이 기술 세계와 점점 더 깊이 연관되며, 정보 기술은 직장 내에서 발생하는 방해의 빈도를 증가시키고 있다. 이러한 방해는 관리자들이 의사결정을 내리는 데 더 큰 혼란을 일으키며, 결과적으로 더 많은 잘못된 결정으로 이어질 수 있다. 이에 따라 PIECES 프레임워크는 정보 시스템의 잠재적 문제 중 하나로 정보 과부하를 명시하고 있다.
세계가 새로운 글로벌화 시대에 접어들면서, 점점 더 많은 사람들이 인터넷을 통해 직접 정보를 탐색하고, 공공 데이터에 기여할 수 있게 되었다. 그러나 이로 인해 허위 정보가 확산될 위험도 커지고 있다.
2018년 문헌 리뷰에서 베른하르트 로에첼은 정보 과부하를 바이러스처럼 퍼지는 현상으로 간주하며, 소셜미디어와 뉴스 네트워크를 통해 확산된다고 지적한다.
최근 연구들은 정보 과부하가 다층적 현상임을 가정하고 있다. 즉, 개인, 집단, 사회 전체 수준에서 각각 다른 메커니즘이 정보 과부하를 유발하지만, 이들 수준은 서로 밀접하게 연결되어 있다.

## 일반적인 원인
슬레이트에 게재된 글에서 보건 벨은 “정보 과부하에 대한 우려는 정보 자체만큼 오래되었다”고 주장한다. 이는 기술이 발달할 때마다 각 세대와 시대는 필연적으로 중대한 영향을 받기 때문이다. 21세기에 들어 프랭크 푸레디는 정보 과부하를 은유적으로 홍수에 비유하며, 인류가 몰아치는 데이터의 파도에 익사하고 있다고 표현한다. 이처럼 인간의 두뇌는 디지털 여부와 무관하게 지속적으로 정보를 처리한다. 정보 과부하는 정보 불안으로 이어질 수 있는데, 이는 이해하고 있는 정보와 이해해야 한다고 인식되는 정보 사이의 간극을 의미한다.
정보 과부하 현상은 정보기술(IT) 분야와 밀접한 관련이 있다. 기업의 IT 경영은 지식 노동자의 생산성 향상을 위해 교육을 시행하기도 한다. 알리 파루만드와 돈 드루어리는, 직원들이 받은 정보를 효과적으로 흡수하고 통합하여 업무를 수행하는 데 어려움을 겪을 때, 과중한 부담감, 스트레스, 압도감을 느끼며 정보 과부하를 경험한다고 지적한다.
2008년 뉴욕에서 열린 Web 2.0 엑스포에서 클레이 시어키는 현대의 정보 과부하는 보다 근본적인 문제의 결과라고 주장했는데, 이를 필터 실패라고 명명했다. 사람들은 앱의 급속한 증가와 무제한 무선 인터넷 접속으로 인해 계속해서 정보를 과도하게 공유하고 있다는 것이다. 현대 정보화 사회에서 정보 과부하는 이메일 스팸 메일, 알림, 인스턴트 메시지, 트위터, 페이스북 업데이트 등 산만하고 통제하기 어려운 정보의 형태로 직장 환경에서 경험된다. 소셜 미디어는 페이스북 같은 사이트에서 사회적 정보 과부하를 일으키며, 기술은 이러한 사회적 문화에 맞춰 변화하고 있다.
사람들은 뉴스 기사, 이메일, 블로그 글, 페이스북 상태, 트위터, 텀블러 게시물 등 점점 더 많은 정보를 접하면서 스스로 정보의 편집자, 문지기, 집계자 역할을 하게 된다. 하지만 소셜 미디어 플랫폼은 사용자의 주의 집중 시간을 시험에 들게 하며, 온라인 환경에 들어서는 순간 산만함을 유발한다. 이 분야에서 제기되는 주요 우려 중 하나는, 방대한 양의 정보가 산만함을 유발하고, 생산성과 의사결정 능력, 인지 통제력에 부정적인 영향을 미친다는 점이다. 또 다른 우려는, 정확하지 않은 정보가 유용한 정보를 오염시킨다는 정보 오염현상이다.
정보 과부하의 일반적인 원인으로는 다음과 같은 것들이 있다:
- 새로운 정보의 생산 속도가 급격히 증가하는 것. 이는 주장 저널리즘이라고도 불리며, 얼마나 빠르게 뉴스를 내보낼 수 있는지가 경쟁력으로 작용하는 문화다. 하지만 이는 보도되는 뉴스의 품질 저하로 이어질 수 있다.[30]
- 인터넷을 통한 데이터 복제 및 전송의 용이성
- 전화, 이메일, 인스턴트 메시징, RSS 등 정보 유입 채널의 증가
- 검토해야 할 문헌 자료의 양 증가
- 정보 간의 모순과 부정확성, 즉 허위 정보의 확산[31]
- 신호 대 잡음 비율의 저하
- 다양한 정보를 비교·처리할 수 있는 체계나 방법의 부재
- 개별 정보들 간에 관계가 없거나, 구조적 연결이 부족해 전체적인 의미를 도출하기 어려운 경우

### 이메일
이메일은 여전히 정보 과부하의 주요 원인 중 하나로 남아 있으며, 사람들은 끊임없이 들어오는 메시지를 따라잡기 위해 고군분투하고 있다. 사용자는 원치 않는 상업적 메시지(스팸)를 걸러내는 것 외에도, 길고 복잡한 보고서, 프레젠테이션, 미디어 파일 등 이메일 첨부 파일의 증가에도 대응해야 한다.
2007년 12월에 뉴욕 타임스의 블로그 게시물은 이메일을 “경제에 연간 6,500억 달러의 부담을 주는 요소”라고 묘사했고, 2008년 4월에는 이메일이 정보 과부하로 인해 “일부 사람들의 직업 생활에서 골칫거리”가 되었다고 보도했다. 하지만 그 당시 주목받던 인터넷 스타트업들 중 어느 것도 이메일 과부하 문제를 실질적으로 해결하지 못했으며, 그 이유는 대부분이 답장 준비를 돕지 않기 때문이었다.
2011년 1월, NBC 뉴스의 기자 이브 타민시오글루는 과도한 받은 편지함을 이제는 처리할 때”라는 제목의 글을 썼다. 그녀는 통계와 함께 이메일 과부하에 대한 전문가 의견을 소개하면서, 2010년 하루에 발송된 이메일 수가 2940억 통에 이르렀으며, 이는 2009년의 500억 통에서 크게 증가한 수치라고 전했다. 기사에서 인용된 직장 생산성 전문가 마샤 이건은, 사람들이 “이메일을 처리하는 일”과 “이메일을 정리하는 일”을 구분할 필요가 있다고 말했다. 즉, 들어오는 이메일에 일일이 바로 응답하기보다는, 불필요한 메일을 삭제하고 나머지는 실행용 폴더와 참조용 폴더로 나누어 정리해야 한다는 것이다. 그녀는 “우리는 그 어느 때보다도 연결된 상태에 있으며, 그 결과 이메일을 관리하지 않으면 이메일이 우리를 관리하게 될 것”이라고 경고했다.
데일리 텔레그레프는 하버드 비즈니스 리뷰의 전 수석 편집자이자 『The Shallows: What The Internet Is Doing To Our Brains』의 저자 니콜라스 G. 카의 말을 인용하며, 이메일은 새로운 정보를 찾고자 하는 인간의 본능적인 충동을 자극한다고 보도했다. 그는 사람들이 “사회적 혹은 지적 보상을 얻기 위해 무의식적으로 레버를 누르는 실험쥐”처럼 행동하게 된다고 경고했다. 그의 우려는 구글의 CEO였던 에릭 슈밋에게서도 공유되었는데, 그는 이메일과 같은 기술 기반의 즉각적 정보 장치들이 사고 과정에 영향을 미치며, 깊이 있는 사고, 이해, 기억 형성을 방해하고 학습을 어렵게 만들 수 있다고 말했다. 이러한 상태를 그는 인지 과부하라고 지칭하며, 이로 인해 정보를 장기 기억에 저장하고 경험과 연결하는 능력이 약화되어, 생각이 단편적이고 산만해지는 결과를 초래한다고 설명했다.

### 웹 정확도
이메일 외에도, 월드 와이드 웹은 수 십억 개의 정보 페이지에 대한 접근을 가능하게 만들었다. 많은 사무실에서 직원들은 웹에 자유롭게 접근할 수 있도록 허용되며, 이를 통해 스스로 정보를 탐색하고 조사할 수 있게 되었다. 검색 엔진의 사용은 사용자가 정보를 신속하게 찾는 데 도움을 준다. 그러나 온라인에 게시된 정보는 권위 있는 기관의 승인이나 출판 전 정확성 검토 과정이 부족하기 때문에 항상 신뢰할 수 있는 것은 아니다. 웹상의 정보는 신뢰성과 정확성이 부족할 수 있으며, 검색 엔진은 정보와 잘못된 정보를 효과적으로 필터링하거나 관리할 수 있는 능력이 부족하다. 이로 인해 사람들은 어떤 정보를 의사결정에 활용하기 전에 내용을 교차 검증해야 하며, 이는 추가적인 시간과 노력을 요구하게 된다.
『Delete: The Virtue of Forgetting in the Digital Age』의 저자 빅토르 마이어 숀버거는, 인터넷상에서는 모든 사람이 정보의 발신자이자 수신자가 될 수 있기 때문에 모두가 참여자라고 주장한다. 인터넷에서는 정보의 흔적이 남고, 이는 다른 사용자들이 정보를 공유하고 교환할 수 있도록 만든다. 결과적으로, 인터넷상의 정보는 통제하기 어려운 상태가 된다.
BBC는 “매일 우리가 이메일을 확인하거나 인터넷을 검색하는 등 온라인에서 송수신하는 정보의 양이 하루에 2.5퀸틸리언 바이트를 넘는다”고 보도했다.

### 소셜 미디어
소셜 미디어는 사용자들이 콘텐츠를 생성하고 서로 공유할 수 있는 온라인 커뮤니티 기반의 애플리케이션 및 웹사이트로, 정보 과부하 문제를 더욱 심화시키는 요인이 된다. 수많은 사람들이 동시에 접근하고 의견을 공유하기 때문에, 다양한 관점이 뒤섞여 하나의 주제를 명확히 이해하고 결론을 내리는 데 어려움을 겪을 수 있다. 하지만 정보 과부하가 반드시 사람들이 일상에서 받는 정보에 대한 불안을 유발하는 핵심 원인은 아닐 수 있다. 정보 과부하는 상황에 따라 다르게 작용할 수 있으며, 특히 개인 계정으로 소셜 미디어를 사용할 때보다 업무 기관이 대량의 정보를 수집할 것을 요구할 때 더 강하게 느껴질 수 있다. 많은 사람들은 소셜 미디어에서의 정보를 일상생활을 관리하는 데 도움이 되는 도구로 여기며, 과부하로 느끼지 않는다.
어떤 소셜 미디어 플랫폼을 사용하는가에 따라 게시물을 따라잡기 쉬운 경우도 있고, 어려운 경우도 있다. 예를 들어, 페이스북 사용자는 자주 게시물에 참여하는 사람일수록 최신 정보를 잘 따라가는 반면, 트위터 사용자는 트위터를 자주 올리고 읽더라도 여전히 정보량이 너무 많다고 느끼거나, 내용이 흥미롭지 않다고 생각하는 경우가 많다.
또 하나의 문제는, 많은 사람들이 자신 또는 타인의 플랫폼에 게시할 콘텐츠를 제작하며 생계를 유지한다는 점이다. 이로 인해 제작자들이 지나치게 많은 콘텐츠를 생성하게 되어, 정보 과부하를 더욱 가중시킬 수 있다.

## 정보 과부하의 영향
정보 탐색의 맥락에서, 연구자들은 정보 과부하의 두 가지 형태를 식별하였다. 하나는 결과 과부하로, 정보의 출처가 지나치게 많을 때 발생하며, 다른 하나는 문맥 과부하로, 개별 정보 출처의 길이가 너무 길 때 발생한다. 이러한 유형의 정보 과부하는 탐색자의 정보 수집 방식이 체계적이지 않게 되는 원인이 될 수 있다. 또한 탐색이 예상보다 어렵거나 복잡할 경우, 탐색자는 좌절감이나 환멸을 느끼게 되고, 이는 효과적인 탐색 능력을 저하시킬 수 있다. 정보 과부하 상황에서는 사용자가 최적이 아닌 충분히 만족스러운 수준에서 결정을 내리는 전략을 사용할 수 있다.

## 정보 과부하에 대한 대응
사볼라이넨은 정보 과부하에 대한 일반적인 반응으로 필터링과 철회를 제시하였다. 필터링은 이메일 등 특정 정보가 무시해도 되는지를 신속하게 판단하는 과정이며, 철회는 자신이 접하는 정보 출처의 수를 제한하는 것을 의미한다. 그는 정보 출처를 끌어오는 방식과 밀어넣는 방식으로 구분하였다. 끌어오는 방식은 사용자가 스스로 필요한 정보를 찾는 것이며, 밀어넣는 방식은 다른 사람이 흥미로울 것으로 판단한 정보를 제공하는 것이다. 일반적으로 끌어오는 방식은 정보 과부하를 줄이는 데 도움이 되지만, 오직 끌어오는 방식만 사용할 경우 중요한 정보를 놓칠 위험도 존재한다.
정보 과부하를 완화하기 위한 여러 해결책이 제안되어 왔다. 과부하 환경에서 사람들이 이를 통제하기 위해 사용하는 전략을 연구한 결과, 사람들은 다양한 대처 전략을 의도적으로 사용하는 것으로 나타났다. 대체로 정보 과부하에 대한 대처 전략은 배제 전략과 포함 전략으로 나뉜다. 배제 전략은 정보의 양을 관리하는 것이며, 포함 전략은 정보의 복잡성을 관리하는 데 초점을 둔다.
배제 전략은 들어오는 정보의 양을 줄이는 데 중점을 둔다. 이 전략은 필터링이나 무시하기 등의 방법을 통해 처리해야 할 정보량을 감소시켜 인지적 부담을 줄이는 데 목적이 있다. 무시는 비암묵적 방법이며, 필터링은 명시적 방법으로, 주된 차이는 정보에 노출되는 여부이다. 정보 출처의 수나 양을 줄이거나, 관련성 있는 뉴스만 선별하는 등의 전략이 이에 속한다. 연구에 따르면 사람들은 정보 과부하를 느낄 때 배제 전략을 더 자주 사용하는 경향이 있다.
반면, 포함 전략은 사용자가 스스로 중요하고 관련 있는 정보를 선택해 소비하는 적극적인 전략이다. 이 전략은 인지적 에너지를 과도하게 소모하지 않으면서도 핵심 정보를 놓치지 않기 위한 것이다. 포함 전략의 예로는 사용자 맞춤화와 우선순위화가 있으며, 맞춤화는 마케팅에서 유래한 개념으로, 사용자의 선호에 따라 뉴스를 조직화하는 방식이다. 이러한 전략은 정보 처리 능력 향상, 즉 정보를 어떻게 기록, 변형, 저장할 것인가에 큰 영향을 미친다.
존슨은 방해 요소를 줄이고 푸시 알림을 제거하기 위해 자기 절제를 권장한다. 그는 알림이 사람들의 주의를 업무에서 소셜 네트워크나 이메일로 끌어가며, 사람들이 휴대폰을 알람 시계로 사용할 경우 아침에 가장 먼저 이메일을 확인하게 되는 습관도 문제라고 지적한다.
클레이 셔키는 정보 과부하 문제에 대해 다음과 같이 말한다:
“우리가 지금 다루고 있는 것은 정보 과부하 문제가 아니다. 우리는 항상 정보 과부하와 싸워왔다. 진짜 문제는 정보 필터의 실패에 있다.”
인터넷 애플리케이션이나 부가 기능을 활용한 사례도 있다. 예를 들어 Gmail의 부가 기능 중 받은 편지함 일시 중지는 이메일 수를 줄이지는 않지만, 받은편지함의 표시를 일시 중지시킨다. 올리버 버크먼은 기사에서 정보 과부하에 대처하는 방법은 스스로 통제하고 있다는 느낌을 갖는 것이라고 말하며, 이 과정에서 어느 정도의 자기기만이 작용할 수 있다고 지적한다. 그는 비이성적인 문제에는 비이성적으로 대응하라는 조언과 함께, 받은편지함을 일시정지시키는 등의 도구를 활용할 것을 추천한다. 핵심은 과도한 정보량을 줄이는 것이다.
Facebook과 같은 소셜 네트워크 사이트에서의 정보 과부하(IO)에 대한 연구도 있다. 훔볼트 대학교에서 수행한 연구에 따르면, 학생들은 다음과 같은 전략으로 소셜미디어에서의 IO를 완화하려 한다:
- 다른 나라에 있는 친구들의 업데이트를 우선시함
- 중요도가 낮은 친구들의 업데이트는 숨김
- 친구 목록에서 사람 삭제
- 공유하는 개인정보의 범위 축소
- 페이스북 계정 비활성화

이러한 전략들은 정보량을 줄이고 사용자의 인지적 부담을 완화하기 위한 시도이다.

### 조직화 문제
복잡한 과업을 수행하는 의사결정자들은 인지적 여유가 거의 없거나 아예 없는 상태이다. 이때 방해 요소로 인해 주의가 좁혀지면, 과업 수행에 필요한 정보 단서 중 일부를 놓치게 될 가능성이 높아진다. 이러한 조건에서는 성과가 저하될 수 있다. 방해 요소나 중단의 수와 강도가 증가할수록, 의사결정자의 인지 용량은 초과되고, 성과는 더욱 심각하게 악화된다. 이와 같은 상황에서 사람들은 단서의 수 자체를 줄이게 되며, 더욱 심각한 방해 상황에서는 휴리스틱을 사용하거나, 지름길을 택하거나, 만족할 만한 수준의 결정을 내리는 전략을 선택하게 되어, 결과적으로 의사결정의 정확도가 떨어질 수 있다.
일부 인지 과학자들과 정보 디자이너들은 가공되지 않은 정보와 사고에 활용될 수 있는 형태로 조직된 정보 사이의 구분을 강조해왔다. 이 관점에서는, 정보 과부하란 오히려 정보 조직 부족이라고 보는 것이 더 적절하다고 주장한다. 즉, 문제는 정보의 양 자체라기보다는, 그것이 가공되지 않았거나 편향된 형태로 제공되어 어떻게 활용할 수 있는지 알 수 없다는 데 있다는 것이다.
이러한 시각을 제시한 인물로는 그래픽 아티스트이자 건축가 리처드 사울 워먼과, 통계학자이자 인지 과학자인 에드워드 터프티가 있다. 워은 인간이 정보의 양에 대해 느끼는 태도와 처리 능력의 한계를 설명하며 정보 불안이라는 용어를 사용했다. 반면 터프티는 정량적 정보에 주로 집중하며, 대규모 복합 데이터셋을 시각적으로 정리하여 명확한 사고를 유도하는 방법을 탐구한다.
에드워드 수첵의 저작은 정보 디자인 및 시각적 문해력과 같은 분야에서 중요한 역할을 하며, 정보의 시각적 전달 방식에 대한 이해를 돕는다. 그는 차트정크라는 용어를 만들어냈는데, 이는 정량적 정보 시각화에서 의미 없는 그래픽 요소나 정보의 본질을 흐리게 만드는 장식 요소를 의미한다. 예를 들어, 특정 데이터의 중요성을 과도하게 부각시키는 시각적 요소들이 여기에 해당한다.

### 정보 과부하에 대한 대응: 이메일 커뮤니케이션
수첵과 모제(2010)의 연구에서는 정보 과부하에 대처하는 방법에 대한 교육 개입이 직원들에게 어떤 영향을 미치는지를 조사하였다. 연구 결과, 이 교육 개입은 특히 업무 장애나 미디어 사용으로 어려움을 겪는 직원들, 그리고 이메일 수신량이 많은 직원들에게 긍정적인 효과를 주는 것으로 나타났다.

### 기업 및 정부의 대응
최근 연구에 따르면, 정보 과부하로부터 일종의 주의력 경제가 자연스럽게 형성될 수 있으며, 이를 통해 인터넷 사용자는 이메일이나 인스턴트 메시지 등 의사소통 수단에 대한 통제력을 더 많이 가질 수 있게 된다. 이 개념에는 이메일 메시지에 일종의 비용을 부과하는 방식이 포함될 수 있다. 예를 들어, 관리자나 조직이 이메일 1통당 1달러의 요금을 부과하고, 그 비용은 발신자의 예산에서 차감되도록 하는 방식이다. 이러한 요금 부과의 목적은 발신자가 이메일이 정말 필요한 방해인지를 다시 생각하게 만들려는 데 있다. 그러나 이런 제안은 이메일이 무료로 보낼 수 있다는 점 때문에 인기를 얻었다는 본질을 훼손하는 문제도 있다.
경제학에서는 일반적으로 사람들이 자신의 선호를 알고 있으며, 그 선호를 극대화하기 위한 최선의 방법을 찾을 수 있는 합리적인 존재로 간주한다. 사람들은 본질적으로 자기중심적이고, 자신을 만족시키는 방향에 초점을 맞춘다. 그러나 정보 과부하(IO)는 개별 요소들만 따로 분석하면 설명되기 어렵고, 이들이 함께 작동할 때 어떻게 정보 과부하가 발생하는지를 포괄적으로 살펴봐야 한다. 이에 대해 린콘은 정보 과부하를 보다 총체적 관점에서 이해할 수 있도록 다양한 요인들이 어떻게 상호작용하며 정보 과부하를 발생시키는지를 고려할 것을 제안한다.

### 의학
특정 학문 분야 내의 모든 학술 논문을 한 개인이 모두 읽는 것은 사실상 불가능하다. 오로지 논문을 읽는 데만 시간을 써도 감당할 수 없을 정도의 양이기 때문이다. 이에 대한 대응으로 코크란과 같은 체계적 문헌 고찰이 출간되기 시작했다. 의학 저널리스트인 리처드 밀스 스미스는 일반 개업의가 자신이 진료하는 모든 환자에게 관련된 최신 의학 문헌을 모두 읽는 것은 불가능하다고 주장하며, 그 대안으로 진료 중 의사가 활용할 수 있는 전문가 시스템의 필요성을 제시하였다.